# Cresseveuille
Cresseveuille è un comune francese di 255 abitanti situato nel dipartimento del Calvados nella regione della Normandia.

## Storia

### Simboli
Lo stemma è stato adottato nel 2025. I leopardi d'oro in campo di rosso sono simbolo della Normandia; i mazzi di crescione e la fascia ondata fanno riferimento all'origine del nome del comune La Rivière au Cresson ("il fiume del crescione").

## Società

### Evoluzione demografica
Abitanti censiti